# Кубок Хейнекен 2000/2001
Кубок Хейнекен 2000/2001 — шестой розыгрыш главного клубного турнира в европейском регби. Финальный матч прошёл 19 мая 2001 года на стадионе «Парк де Пренс» в Париже.

## Команды
| Франция                                                             | Англия                                                                               | Уэльс                                                         | Ирландия                            | Шотландия                                   | Италия                |
| ------------------------------------------------------------------- | ------------------------------------------------------------------------------------ | ------------------------------------------------------------- | ----------------------------------- | ------------------------------------------- | --------------------- |
| - «Биарриц» - «Стад Франсе» - «Тулуза» - «Кастр» - «Коломье» - «По» | - «Нортгемптон» - «Лондон Уоспс» - «Сэрасинс» - «Бат» - «Глостер» - «Лестер Тайгерс» | - «Суонси» - «Кардифф» - «Ньюпорт» - «Лланелли» - «Понтиприт» | - «Ленстер» - «Ольстер» - «Манстер» | - «Эдинбург Рейверс» - «Глазго Каледонианс» | - «Л’Акуила» - «Рома» |

## Групповой этап

### Группа 1
| Команда            | И | В | Н | П | Попытки + | Попытки - | Разница | Очки + | Очки - | Разница | Турнирные очки |
| ------------------ | - | - | - | - | --------- | --------- | ------- | ------ | ------ | ------- | -------------- |
| «Биарриц»          | 6 | 4 | 0 | 2 | 13        | 20        | −7      | 164    | 152    | 12      | 8              |
| «Эдинбург Рейверс» | 6 | 3 | 1 | 2 | 17        | 12        | 5       | 154    | 141    | 13      | 7              |
| «Ленстер»          | 6 | 3 | 1 | 2 | 13        | 14        | −1      | 149    | 156    | −7      | 7              |
| «Нортгемптон»      | 6 | 1 | 0 | 5 | 17        | 14        | 3       | 138    | 156    | −18     | 2              |

«Эдинбург» финишировал выше «Ленстера» несмотря на меньшую разницу очков, так как шотландцы имеют лучшие результаты в очных встречах.

### Группа 2
| Команда        | И | В | Н | П | Попытки + | Попытки - | Разница | Очки + | Очки - | Разница | Турнирные очки |
| -------------- | - | - | - | - | --------- | --------- | ------- | ------ | ------ | ------- | -------------- |
| «Стад Франсе»  | 6 | 5 | 0 | 1 | 36        | 4         | 32      | 297    | 85     | 212     | 10             |
| «Суонси»       | 6 | 4 | 0 | 2 | 28        | 11        | 17      | 244    | 123    | 121     | 8              |
| «Лондон Уоспс» | 6 | 3 | 0 | 3 | 20        | 14        | 6       | 175    | 156    | 19      | 6              |
| «Л’Акуила»     | 6 | 0 | 0 | 6 | 3         | 58        | −55     | 40     | 392    | −352    | 0              |

### Группа 3
| Команда    | И | В | Н | П | Попытки + | Попытки - | Разница | Очки + | Очки - | Разница | Турнирные очки |
| ---------- | - | - | - | - | --------- | --------- | ------- | ------ | ------ | ------- | -------------- |
| «Кардифф»  | 6 | 4 | 0 | 2 | 18        | 13        | 5       | 182    | 146    | 36      | 8              |
| «Сэрасинс» | 6 | 4 | 0 | 2 | 14        | 13        | 1       | 174    | 140    | 34      | 8              |
| «Тулуза»   | 6 | 2 | 1 | 3 | 19        | 15        | 4       | 171    | 182    | −11     | 5              |
| «Ольстер»  | 6 | 1 | 1 | 4 | 11        | 21        | −10     | 146    | 205    | −59     | 3              |

«Кардифф» финишировал выше «Сэрасинс» несмотря на меньшую разницу очков, так как валлийцы имеют лучшие результаты в очных встречах.

### Группа 4
| Команда   | И | В | Н | П | Попытки + | Попытки - | Разница | Очки + | Очки - | Разница | Турнирные очки |
| --------- | - | - | - | - | --------- | --------- | ------- | ------ | ------ | ------- | -------------- |
| «Манстер» | 6 | 5 | 0 | 1 | 15        | 7         | 8       | 154    | 109    | 45      | 10             |
| «Бат»     | 6 | 4 | 0 | 2 | 14        | 11        | 3       | 139    | 106    | 33      | 8              |
| «Ньюпорт» | 6 | 2 | 0 | 4 | 10        | 22        | −12     | 122    | 183    | −61     | 4              |
| «Кастр»   | 6 | 1 | 0 | 5 | 14        | 13        | 1       | 135    | 152    | −17     | 2              |

### Группа 5
| Команда    | И | В | Н | П | Попытки + | Попытки - | Разница | Очки + | Очки - | Разница | Турнирные очки |
| ---------- | - | - | - | - | --------- | --------- | ------- | ------ | ------ | ------- | -------------- |
| «Глостер»  | 6 | 4 | 1 | 1 | 13        | 11        | 2       | 186    | 140    | 46      | 9              |
| «Лланелли» | 6 | 4 | 0 | 2 | 18        | 8         | 10      | 187    | 103    | 84      | 8              |
| «Коломье»  | 6 | 3 | 1 | 2 | 14        | 11        | 3       | 148    | 120    | 28      | 7              |
| «Рома»     | 6 | 0 | 0 | 6 | 10        | 25        | −15     | 88     | 246    | −158    | 0              |

### Группа 6
| Команда              | И | В | Н | П | Попытки + | Попытки - | Разница | Очки + | Очки - | Разница | Турнирные очки |
| -------------------- | - | - | - | - | --------- | --------- | ------- | ------ | ------ | ------- | -------------- |
| «Лестер Тайгерс»     | 6 | 5 | 0 | 1 | 15        | 9         | 6       | 178    | 105    | 73      | 10             |
| «По»                 | 6 | 4 | 0 | 2 | 19        | 10        | 9       | 154    | 142    | 12      | 8              |
| «Понтиприт»          | 6 | 2 | 0 | 4 | 9         | 12        | −3      | 136    | 131    | 5       | 4              |
| «Глазго Каледонианс» | 6 | 1 | 0 | 5 | 12        | 24        | −12     | 137    | 227    | −90     | 2              |

## Жеребьёвка
| № | Победитель группы     | Очки | Попытки | Разница очков |
| - | --------------------- | ---- | ------- | ------------- |
| 1 | «Стад Франсе»         | 10   | 36      | +212          |
| 2 | «Лестер Тайгерс»      | 10   | 15      | +73           |
| 3 | «Манстер»             | 10   | 15      | +45           |
| 4 | «Глостер»             | 9    | 13      | +46           |
| 5 | «Кардифф»             | 8    | 18      | +36           |
| 6 | «Биарриц»             | 8    | 13      | +12           |
| № | Второе место в группе | Очки | Попытки | Разница очков |
| 7 | «Суонси»              | 8    | 28      | +121          |
| 8 | «По»                  | 8    | 19      | +12           |
| - | «Лланелли»            | 8    | 18      | +84           |
| - | «Сэрасинс»            | 8    | 14      | +34           |
| - | «Бат»                 | 8    | 14      | +33           |
| - | «Эдинбург Рейверс»    | 7    | 17      | +13           |

## Плей-офф

### Четвертьфинал
| 27 января 2001 г. 14:00 | «Глостер» | 21 — 15 | «Кардифф» | «Кингсхолм» Зрителей: 10 800 |
| 27 января 2001 г. 14:00 |           |         |           | «Кингсхолм» Зрителей: 10 800 |

| 27 января 2001 г. 14:10 | «Стад Франсе» | 36 — 19 | «По» | «Стад Жан-Буэн» Зрителей: 8 000 |
| 27 января 2001 г. 14:10 |               |         |      | «Стад Жан-Буэн» Зрителей: 8 000 |

| 28 января 2001 г. 14:10 | «Лестер Тайгерс» | 41 — 10 | «Суонси» | «Уэлфорд Роуд» Зрителей: 13 000 |
| 28 января 2001 г. 14:10 |                  |         |          | «Уэлфорд Роуд» Зрителей: 13 000 |

| 28 января 2001 г. 14:45 | «Манстер» | 38 — 29 | «Биарриц» | «Томонд Парк» Зрителей: 14 000 |
| 28 января 2001 г. 14:45 |           |         |           | «Томонд Парк» Зрителей: 14 000 |

### Полуфинал
| 21 апреля 2001 г. 15:00 | «Стад Франсе» | 16 — 15 | «Манстер» | «Стадьом Норд» Зрителей: 20 400 |
| 21 апреля 2001 г. 15:00 |               |         |           | «Стадьом Норд» Зрителей: 20 400 |

| 21 апреля 2001 г. 15:00 | «Лестер Тайгерс» | 19 — 15 | «Глостер» | «Викаридж Роуд» Зрителей: 14 010 |
| 21 апреля 2001 г. 15:00 |                  |         |           | «Викаридж Роуд» Зрителей: 14 010 |

### Финал
| 19 мая 2001 г. 15:00 CEST | «Стад Франсе»                                                                    | 30 — 34 | «Лестер Тайгерс»                                                                                     | «Парк де Пренс», Париж Зрителей: 44 000 Судья: Дэвид Макхью |
| 19 мая 2001 г. 15:00 CEST | Пен.: Домингес (9) 4', 16', 21', 27', 39', 46', 57', 68', 71' Дроп: Домингес 77' | отчёт   | Поп.: Ллойд (2) 41' m, 79' c Бэк 59' c Реал.: Стимпсон (2) Пен.: Стимпсон (5) 6', 10', 30', 64', 73' | «Парк де Пренс», Париж Зрителей: 44 000 Судья: Дэвид Макхью |